# راندولف فوستر
راندولف فوستر (بالإسبانية: Randolph Foster)‏ هو عداء سريع كوستاريكي، ولد في 14 أغسطس 1968.

## وصلات خارجية
- راندولف فوستر على موقع الاتحاد الدولي لألعاب القوى (الإنجليزية)
- راندولف فوستر على موقع أوليمبيديا (الإنجليزية)